# Ö
Cette page contient des caractères spéciaux ou non latins. S’ils s’affichent mal (▯, ?, etc.), consultez la page d’aide Unicode.
Ne doit pas être confondu avec la lettre cyrillique Ӧ ou la lettre grecque Ο̈.
Ö, ou O tréma, est un graphème utilisé dans divers alphabets. Il s'agit de la lettre O diacritée d'un tréma. Dans plusieurs langues, comme en allemand, cette lettre est un o umlaut.

## Histoire
La lettre Ö (de même que Ü et Ä), est issue d'un changement progressif dans l'écriture de la langue allemande durant le moyen Âge : initialement, elle est écrite oe. Afin de gagner de la place, les moines copistes ajoutent un petit e au-dessus de la lettre O pour indiquer le changement de son (umlaut). Progressivement, ce e s'est transformé en deux points.

## Utilisation
Dans la plupart des langues où la lettre Ö est utilisée, elle se prononce /ø/ ou /œ/, soit des sons transcrits ‹ eu › en français.
En français, ‹ ö › est uniquement utilisé dans certains mots d’emprunt et n’est pas traditionnellement considéré comme faisant partie de l’alphabet.

### Langues germaniques

#### Allemand

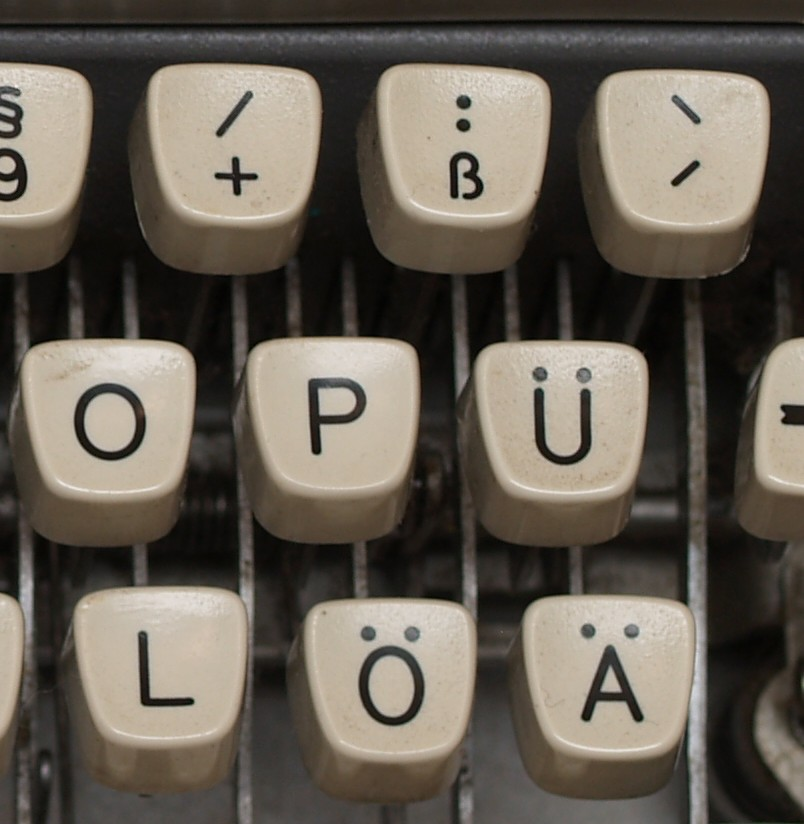
Détail du clavier d'une machine à écrire allemande ; sont visibles le Ä, le Ö et le Ü.

En allemand, le o umlaut représente la forme métaphonique du « o » et se prononce [œ] (brève) ou [øː] (longue). À l'origine, la métaphonie était représentée en écrivant la lettre « e » à la suite du « o » ; ce « e » devint suscrit au « o », puis progressivement simplifié par deux barres et finalement deux points.
Dans l'ordre alphabétique allemand, « Ö » n'est pas considérée comme une lettre à part entière : elle est classée avec le O.

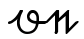
Oe en Sütterlin.
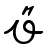
O umlaut (e suscrit) en Sütterlin
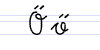
O umlaut (deux barres verticales) en Sütterlin
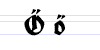
Ö en Fraktur.

#### Langues scandinaves

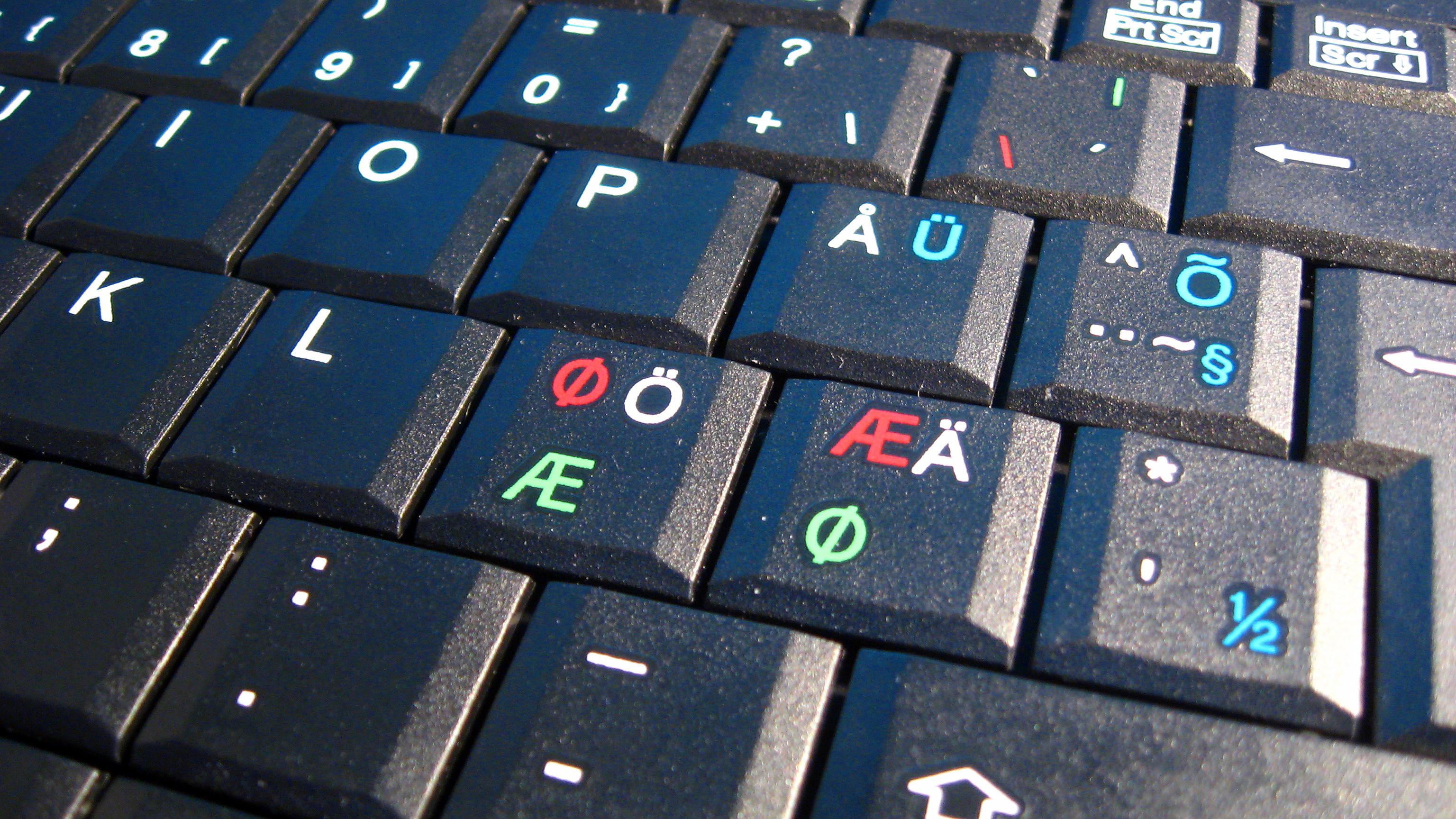
Détail du clavier d'un ordinateur portable scandinave ; le Ö est visible, ainsi les lettres Å, Æ, Ø et Ü.

Dans les alphabets islandais et suédois, la lettre ‹ ö › dérive historiquement du o umlaut allemand. Initialement, cette lettre était écrite oe, puis vers 1500 le E commence à être placé au-dessus du O, jusqu'à devenir deux points (un tréma) au-dessus de la lettre O.
En suédois, elle est prononcée [øː] (par exemple, öl), [œ] (kött) ou [ɶ] (dörr). Ö est un mot suédois à part entière et signifie « île ». Le nom de la lettre est Ö (prononcé [øː]). Elle est considérée comme une lettre à part entière et est placée à la fin de l'alphabet, après Z, Å et Ä.
En islandais, « Ö » se prononce [ø] et se nomme simplement Ö. Là aussi, il s'agit d'une lettre à part entière placée à la fin de l'alphabet, après Y, Ý, Þ et Æ.

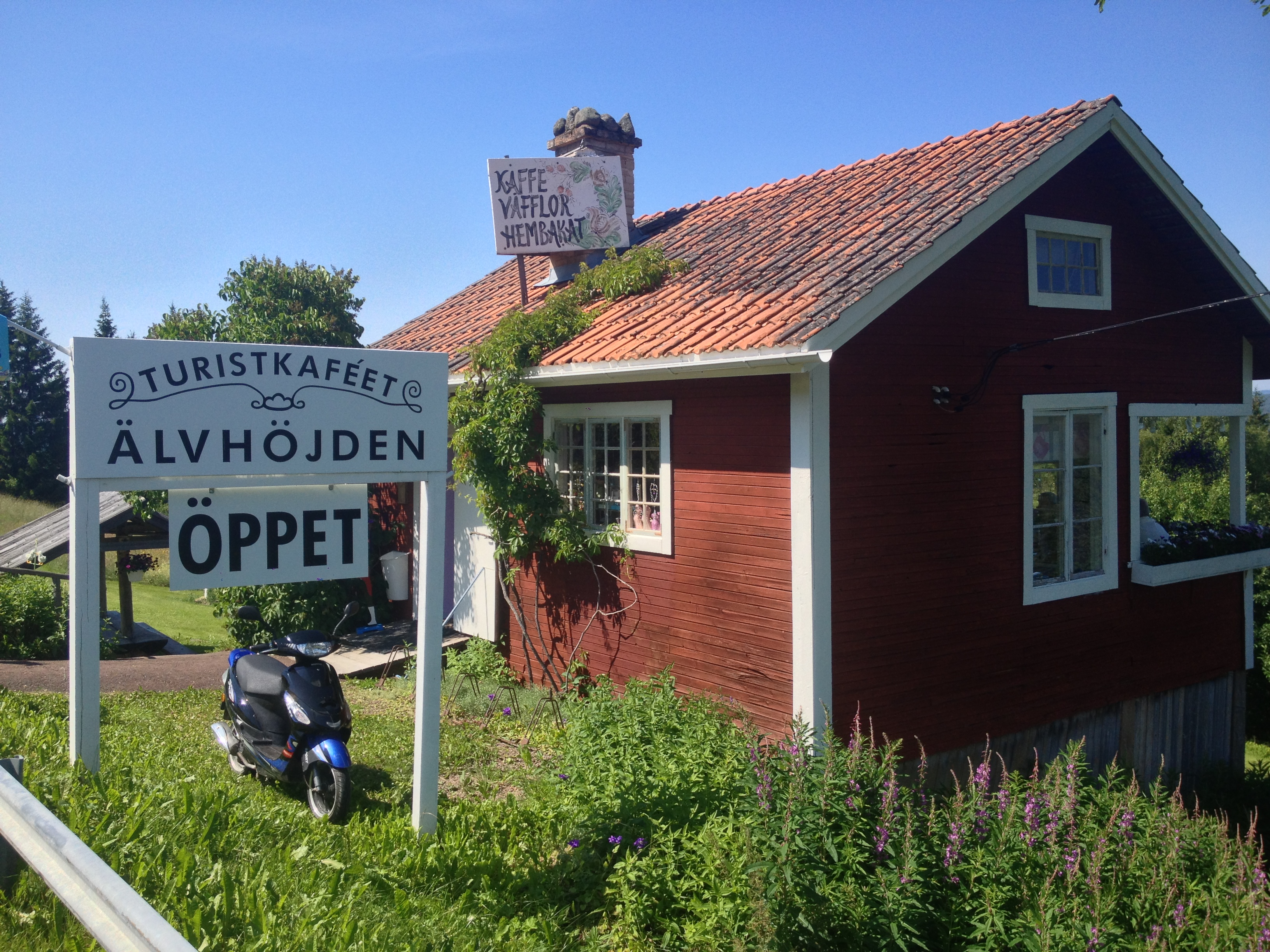
Panneau en suédois à Orsa, 2013. : Turistkaféet älvhöjden - öppet

Les expressions islandaise frá A til Ö et suédoise från A till Ö, signifiant toutes deux « de A à Ö », sont les équivalents de l'expression française « de A à Z ».
Dans les autres langues scandinaves (danois, norvégien), la lettre Ø est l'équivalent du Ö suédois et islandais. En féroïen, dans les premières orthographes proposées en 1891, une distinction est faite entre Ö et Ø pour refléter la distinction du vieux norrois entre, respectivement, la voyelle u umlaut et la voyelle i umlaut. Cette distinction est abandonnée en 1927, les deux sons ayant fusionné en féroïen.

### Langues finno-ougriennes

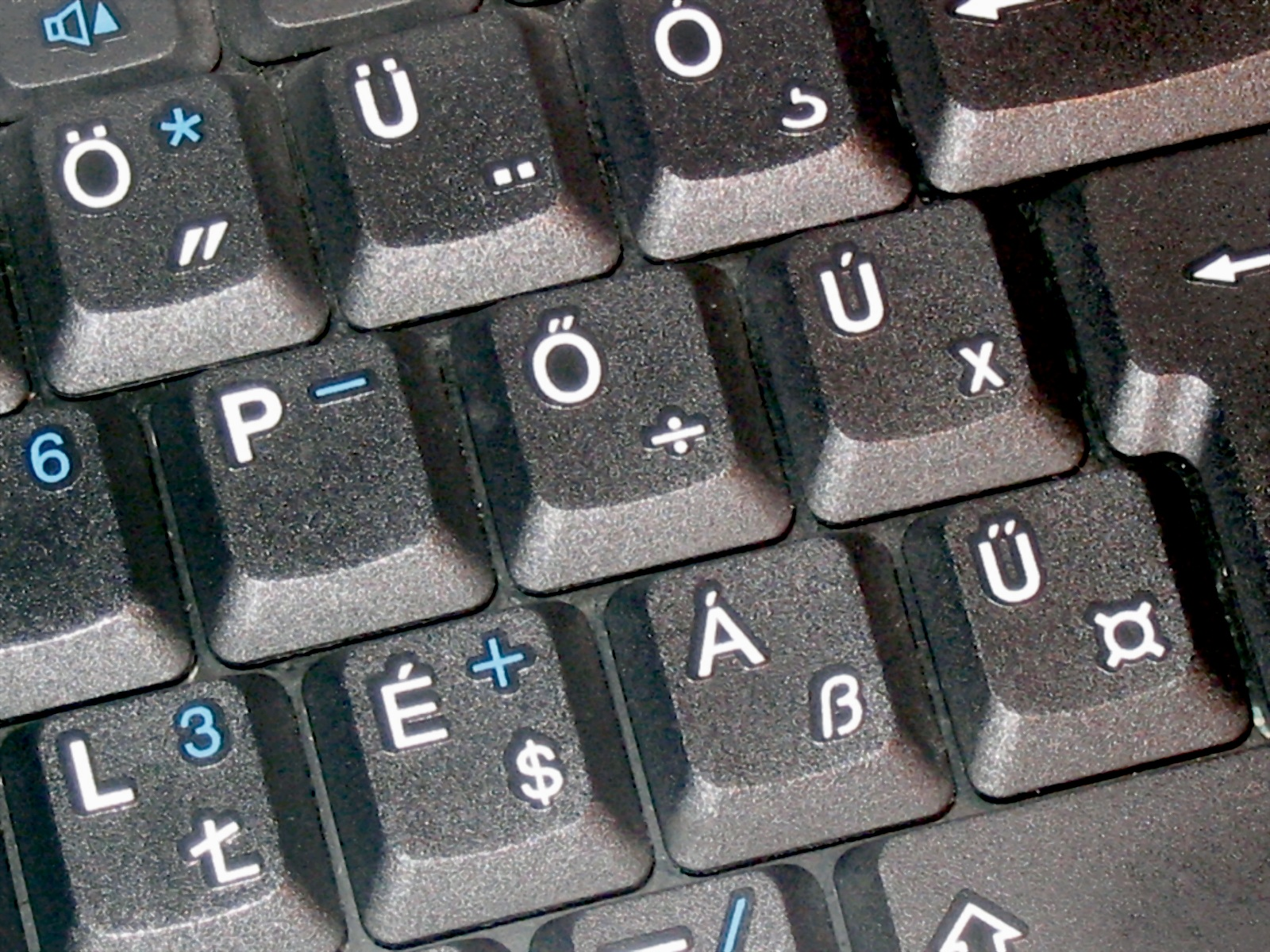
Détail du clavier d'un ordinateur hongrois ; le Ö est visible, ainsi les lettres Á, É, Ó, Ő, Ú et Ü.

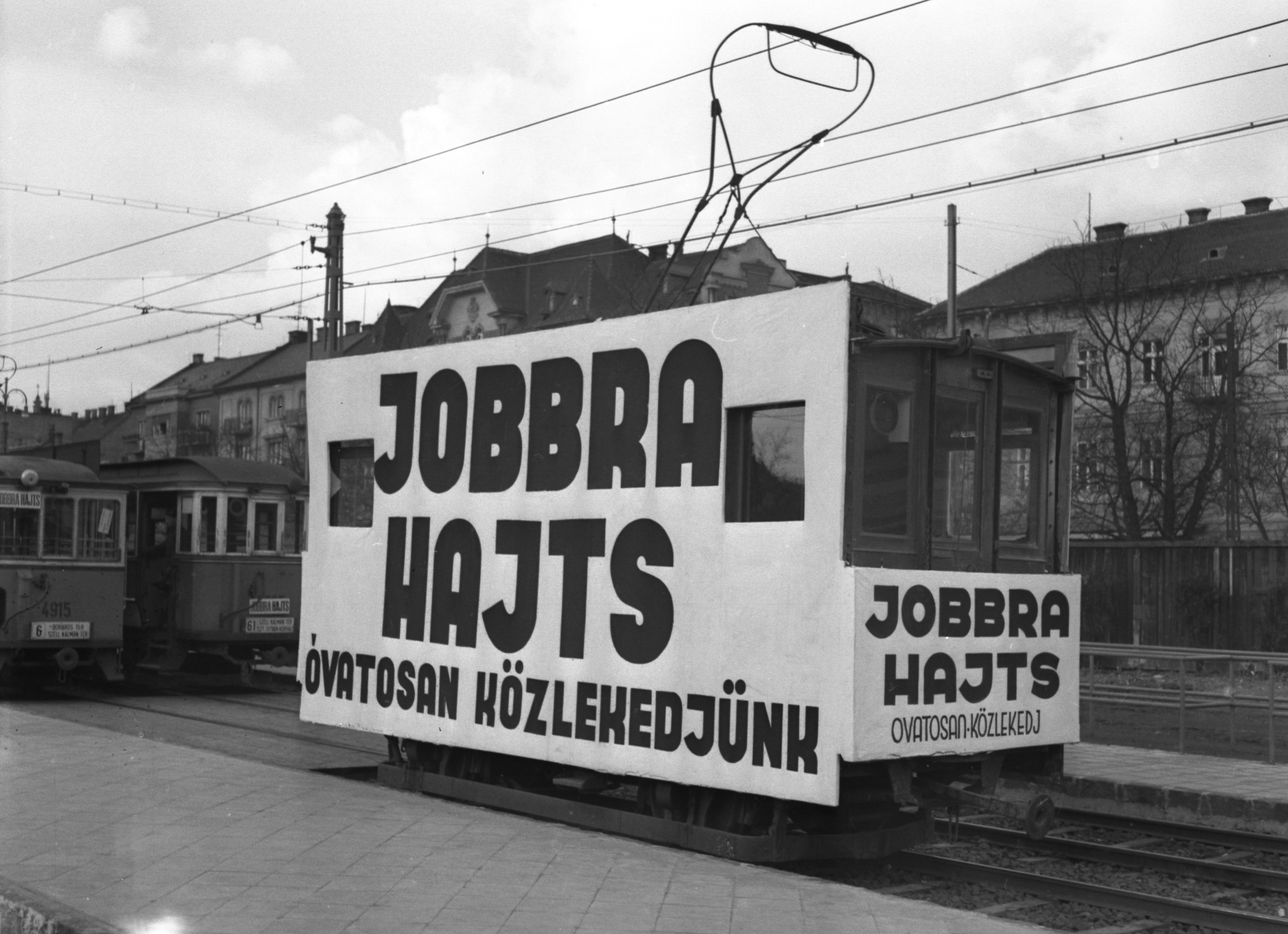
Jobbra hajts. óvatosan közlekedjünk (en hongrois, tournez à droite, roulez prudemment) sur un tramway à Budapest en 1941.

En carélien, estonien, finnois, hongrois et võro, la lettre Ö représente le son [ø].
Elle est considérée comme une lettre indépendante et est placée à la fin de l'alphabet en estonien et en finnois, et entre le O et le P en hongrois.

### Langues nuer-dinka
Dans les alphabet nuer et dinka, ‹ ö › représente une voyelle mi-ouverte postérieure non arrondie [ʌ].

### Langues turques

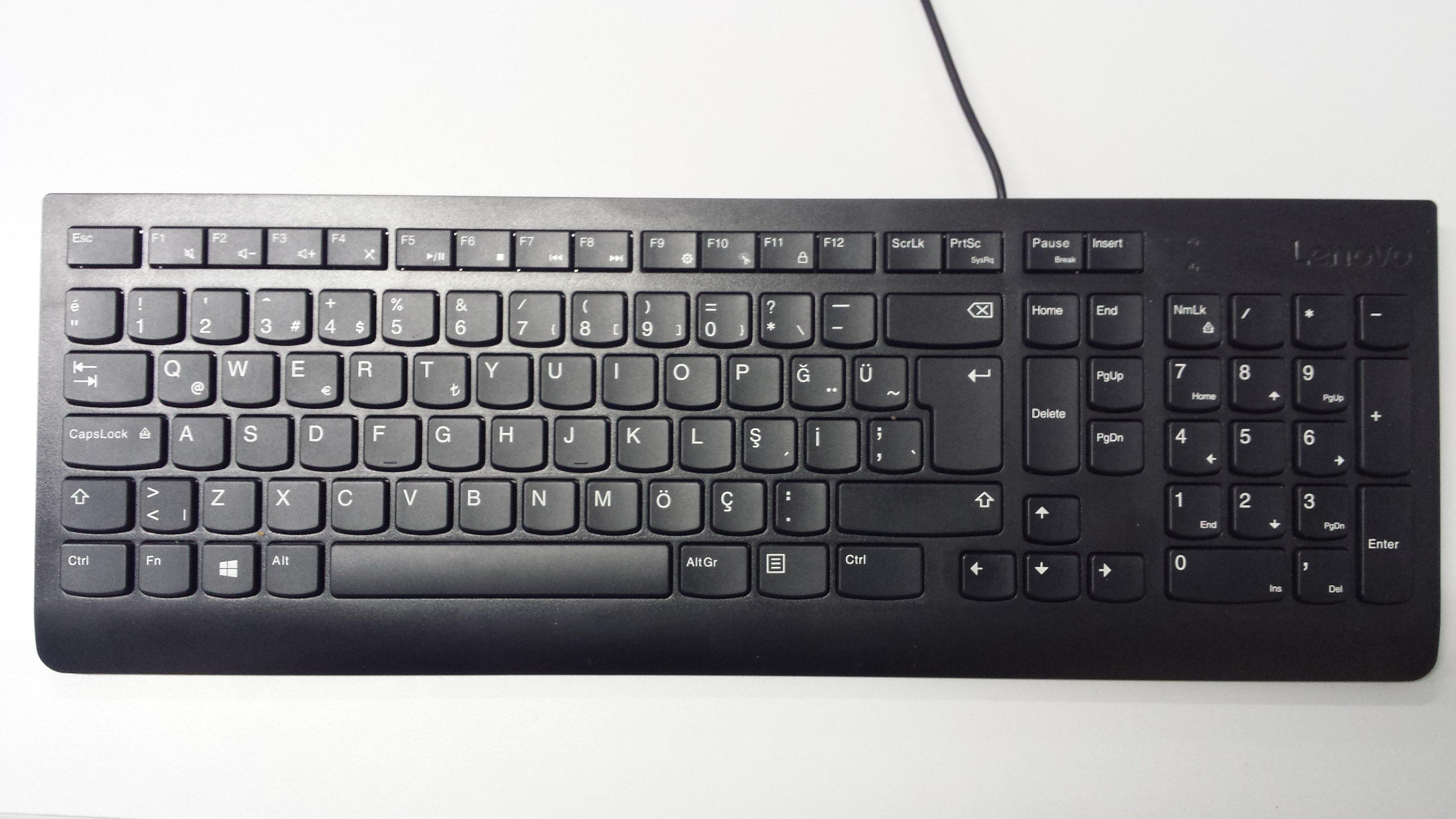
La lettre Ö présente sur un clavier Qwerty en Turquie.

Ö est l'une des huit voyelles dans de nombreuses langues turciques (comme le turc). Dans les années 1920, le Yanalif, un alphabet latin est développé pour écrire les langues turciques parlées en Union Soviétique ; la lettre ö représente le son [ɵ]. Le Yanalif est rapidement abandonné au profit de l'alphabet cyrillique ; ce n'est qu'après la chute de l'URSS que ces langues réutilisent un alphabet latin, la plupart du temps basé sur une translittération de leur ancien alphabet cyrillique.
En azéri, ouïghour, tatar de Crimée, turc et turkmène, la lettre Ö représente le son [ø].
Dans les translittérations universitaires des langues turciques depuis l'alphabet cyrillique, la lettre ö y est utilisée pour remplacer la lettre Ө.

### Langues iroquoiennes
Dans certaines langues iroquoiennes, le ‹ ö › est utilisé pour reproduire le son d'une des deux voyelles nasalisées, notamment en seneca.

### Autres langues
Dans certaines langues océaniennes telles que le rotuman et le vurës, ‹ ö › se prononce [ø]. En hiw et en lo-toga, deux langues du Vanuatu, cette lettre est utilisée pour [ɵ].
En volapük, ‹ ö › se prononce aussi [ø].
Dans les alphabets des langues mayas cakchiquel et kʼicheʼ, le ‹ ö › représente une voyelle mi-ouverte postérieure arrondie [ɔ].

## Représentations informatiques
Le O tréma peut être représenté avec les caractères Unicode suivants :
- précomposé (supplément latin-1) :

| forme     | représentation | chaîne de caractères | point de code | description                     |
| --------- | -------------- | -------------------- | ------------- | ------------------------------- |
| capitale  | Ö              | Ö                    | U+00D6        | lettre majuscule latine o tréma |
| minuscule | ö              | ö                    | U+00F6        | lettre minuscule latine o tréma |

- décomposé (latin de base, diacritiques) :

| forme     | représentation | chaîne de caractères | point de code | description                                 |
| --------- | -------------- | -------------------- | ------------- | ------------------------------------------- |
| capitale  | Ö              | O◌̈                   | U+004F U+0308 | lettre majuscule latine o diacritique tréma |
| minuscule | ö              | o◌̈                   | U+006F U+0308 | lettre minuscule latine o diacritique tréma |

Cette lettre peut aussi être représentée dans d’autres codages :
- ISO/CEI 8859-1, 2, 3, 4, 9, 10, 13, 14, 15 et 16 :
  - Capitale Ö : D6
  - Minuscule ö : F6

Entités HTML :
- Capitale Ö : &Ouml;
- Minuscule ö : &ouml;